# Đăk Rong
Đăk Rong hay Đăk Roong là một xã thuộc tỉnh Gia Lai, Việt Nam.
Xã Đăk Rong có diện tích 341,30 km², dân số năm 1999 là 2.656 người, mật độ dân số đạt 8 người/km².